# Notoplites elegantissima
Notoplites elegantissima is een mosdiertjessoort uit de familie van de Candidae. De wetenschappelijke naam van de soort is, als Scrupocellaria elegantissima, voor het eerst geldig gepubliceerd in 1986 door David & Pouyet.